# 困学紀聞
『困学紀聞』（こんがくきぶん、繁体字中国語: 困學紀聞）は、中国における考証学の先駆けとなった書物である。20巻。南宋の王応麟撰。咸淳年間（1265年 - 1274年）の成立である。
撰者は、南宋を代表する儒学者であり、「玉海」などの撰者としても著名である。「困学」の語は、困窮しながらも諸学を学ぶことを言う。書名の意味は、苦労して四部の諸書から重要な書物を選び、分類の上で評論や考証を加えたものということである。項目には、周易・尚書・詩経・周礼・儀礼・礼記・大戴礼・春秋・春秋三伝・論語・孝経・孟子・小学・経説・天道・暦数・地理・諸子百家・考史・評文・評詩・雑識などがある。
清の閻若璩・全祖望・程瑤田・何焯・銭大昕・屠継序・万希槐の注があり、これを困學紀聞七箋という。
また、翁元圻撰の翁注困學紀聞二十巻がある。
本書の初刻本は、元代の泰定2年（1325年）に刊行されているが、現存する刊本としては、明版、清の乾隆（1736年 - 1795年）刊本、景元刊本（1926年）が見られる。『四部叢刊』三編に収録される。